# Louise Humann
Pour les articles homonymes, voir Humann.
 (novembre 2012).
Marie-Madeleine Louise Humann (née le 29 septembre 1766 à Strasbourg; † 19 septembre 1836 dans cette même ville) est une bourgeoise catholique de Strasbourg. Par son action au sein de l’École de Strasbourg, institution vouée au rétablissement des valeurs apostoliques, elle contribua de manière essentielle à la promotion de la foi catholique.

## Biographie
Louise Humann trouva un soutien permanent dans son combat grâce à l'amitié de Joseph Ludwig Colmar (1760-1818). En sa présence et celle d'une veuve strasbourgeoise, Marie-Thérèse Breck, elle avait fait vœu, le jour de la fête du Sacré-Cœur (23 juin 1797) dans les ruines du château de Turquestein, de consacrer sa vie au catéchisme et au soin des malades. Avec les fonds de la veuve Breck, ils fondèrent à eux trois une institution et un pensionnat rue Sainte-Élisabeth à Strasbourg. Lorsqu'en 1802 Colmar fut nommé évêque de diocèse de Mayence, Louise suivit ce prélat en Rhénanie et y fonda une nouvelle institution, qui devait notamment jouer un rôle salvateur lors de la grande épidémie de typhus qui décima la ville de Mayence en 1813. Cette maison d’éducation pour les jeunes filles reçut le titre Institut Joséphine parce que dotée par l’impératrice des Français (Mayence faisant alors partie des possessions napoléoniennes).
De retour à Strasbourg en 1819, elle réunit autour d'elle un cercle de bourgeois et d'universitaires déterminés à faire vivre l'héritage spirituel et philosophique du père Colmar, et dont elle demeura l'inspiratrice. À ce cercle appartenaient notamment :
- Louis Eugène Marie Bautain (1796-1867), qui était depuis 1816 professeur de philosophie au Collège Royal de Strasbourg. Ce dernier, sous l'influence de Mlle Humann, se prit d'intérêt pour les questions religieuses, effectua des études de médecine (1826), avant d'être ordonné prêtre en 1828 ; à partir de 1830, il prit même la direction du Petit Séminaire Saint-Louis. À la suite de différends avec le clergé local, il devait en 1840 quitter l'Alsace avec d'autres anciens fidèles de Mme Humann et fonder à Juilly, près de Paris, les Sœurs de Saint Louis (1842).
- l'avocat juif Marie-Théodore Ratisbonne, qui se convertit au catholicisme sous l'influence de Humann et de Bautain ; ayant reçu la catéchèse de Louise Humann, il se fit baptiser en secret en 1827, étudia lui aussi la médecine et la théologie, fut ordonné prêtre en 1830 puis, après des séjours à Juilly et Paris, fonda en 1842 la congrégation de Notre-Dame de Sion.

Louise Humann reste une référence pour les successeurs des pères Bautain et Ratisbonne. Il y a par exemple à Box Hill (près de Melbourne) un Centre Louise Humann, collège de la congrégation de Notre-Dame de Sion.

### Frères et sœurs
Les parents de Georges Humann eurent treize enfants, dont :
- Georges Humann (1780-1842), financier et homme politique français. Il fut plusieurs fois ministre des Finances sous la monarchie de Juillet. Partisan du libéralisme économique, il fut nommé « député » (lobbyiste dirait-on de nos jours) par la chambre de commerce de Strasbourg. Ministre des Finances pendant 1832 et 1842.
- Jean-Jacques Humann (1771-1834), séminariste ayant émigré en 1791, fut ordonné prêtre à Bruchsal (principauté épiscopale de Spire) en 1796. Il était lui aussi un disciple de Mgr Colmar, dont il fut le secrétaire puis le vicaire général au diocèse de Mayence. Il fut à son tour évêque de Mayence, de 1833 à sa mort.